# Périphérie (Grèce)
Pour les articles homonymes, voir Périphérie.
Pour un article plus général, voir Organisation territoriale de la Grèce.
Ne doit pas être confondu avec Régions traditionnelles de Grèce.
Les périphéries de la Grèce (en grec περιφέρεια / periféria, pluriel περιφέρειες / periféries) sont le premier niveau de subdivision de ce pays. À l'exception de la Communauté monastique du mont Athos qui bénéficie d'un degré d'autonomie, l'intégralité du territoire de la République hellénique est couvert par les treize périphéries. Elles sont créées le 1er janvier 2011 à la suite du programme Kallikratis. Jusqu'alors dernier échelon administratif du pays, les périphéries gagnent alors en autonomie puisqu'elles sont désormais dirigées par un gouverneur élu (περιφερειάρχης / periferiárchis) et un conseil régional. De plus, elles ont été regroupées au sein de sept diocèses décentralisés, sauf celles d'Attique et de Crète, regroupant les services de l'administration centrale d'État.

## Liste
|  | Périphéries - Macédoine-Orientale-et-Thrace - Macédoine-Centrale - Macédoine-Occidentale - Thessalie - Épire - Îles Ioniennes - Grèce-Occidentale - Grèce-Centrale - Attique (dont agglomération d'Athènes) - Péloponnèse - Crète - Égée-Méridionale - Égée-Septentrionale Statut particulier - Communauté monastique du mont Athos |

La Communauté monastique du mont Athos n'est pas une périphérie. Elle constitue une région administrative autonome en dehors du découpage administratif du reste de la Grèce.
Les dénominations individuelles des périphéries de leurs chefs-lieux peuvent être discutées, compte tenu de l’existence de dénominations françaises usuelles et de différentes graphies grecques et translittérations latines. Les noms grecs des entités administratives sont parfois donnés sous forme simplifiée, et dans d'autres cas sous forme complète, avec déclinaison à la clef, par exemple : Dôdekánêsa ou Nomos dôdekanissou.